# Río Albuera
El río Albuera, también llamado arroyo de la Albuera, rivera de los Limonetes y rivera de Nogales, es un río del suroeste de la península ibérica perteneciente a la cuenca hidrográfica del Guadiana, que transcurre por la provincia de Badajoz (España).

## Curso
La cabecera del Albuera se encuentra entre los términos municipales de La Parra y Salvatierra de los Barros. En su tramo alto, donde también es llamado rivera de Nogales, discurre en dirección noroeste hasta la localidad de La Albuera, donde cambia de rumbo en dirección norte y también de nombre, pues pasa a llamarse rivera de los Limonetes hasta su desembocadura en la margen izquierda del río Guadiana dentro del término de Badajoz. 
Sus aguas están embalsadas en el embalse de Nogales. 

## Historia
En las orillas del río Albuera se libró el día 24 de febrero de 1479 una crucial batalla de la Guerra de Sucesión Castellana donde las tropas portuguesas fueron derrotadas.

## Flora y fauna
Casi todo el curso del Albuera y su afluente el regato de la Bejaran conforma la Zona Especial de Conservación (ZEC) "Rivera de los Limonetes-Nogales", la cual cuenta con una gran extensión de fresnedas mediterráneas que se desarrollan a lo largo de aproximadamente un 40% del cauce, desde el núcleo municipal de La Albuera hasta el límite norte del lugar. Estas formaciones, que presentan buen estado de conservación, con árboles de portes considerables y vegetación arbustiva y herbácea de ribera asociada, están consideradas como “Fresneda Notable de Extremadura”. También cuenta con uno de los mejores adelfares del sur de Badajoz, que tanto por su estado de conservación como por su extensión y antigüedad, están consideradas “Adelfar Notable de Extremadura”. Además, en el tramo medio de la ZEC se distribuyen especies endémicas como la Galega cirujanoi.